# 9K37 Buk
A 9K37 Buk (oroszul: 9К37 Бук, azaz Bükk) közepes hatótávolságú légvédelmi rakéta, melyet az 1970-es években, a Szovjetunióban hoztak létre a meglévő 2K12 Kub továbbfejlesztésével. A rakéta a repülőgépek és helikopterek mellett képes kis méretű irányított bombák, rakéták, robotrepülőgépek és pilóta nélküli repülőgépek megsemmisítésére is. Továbbfejlesztése folyamatos, számos változata ismert.
Szállító-indító járművének alváza megegyezik az eredeti komplexuméval, de a három helyett négy rakéta hordozására alkalmas, és megtalálható rajta a rakéták tűzvezető lokátora is.

## A Buk fegyverrendszer részei

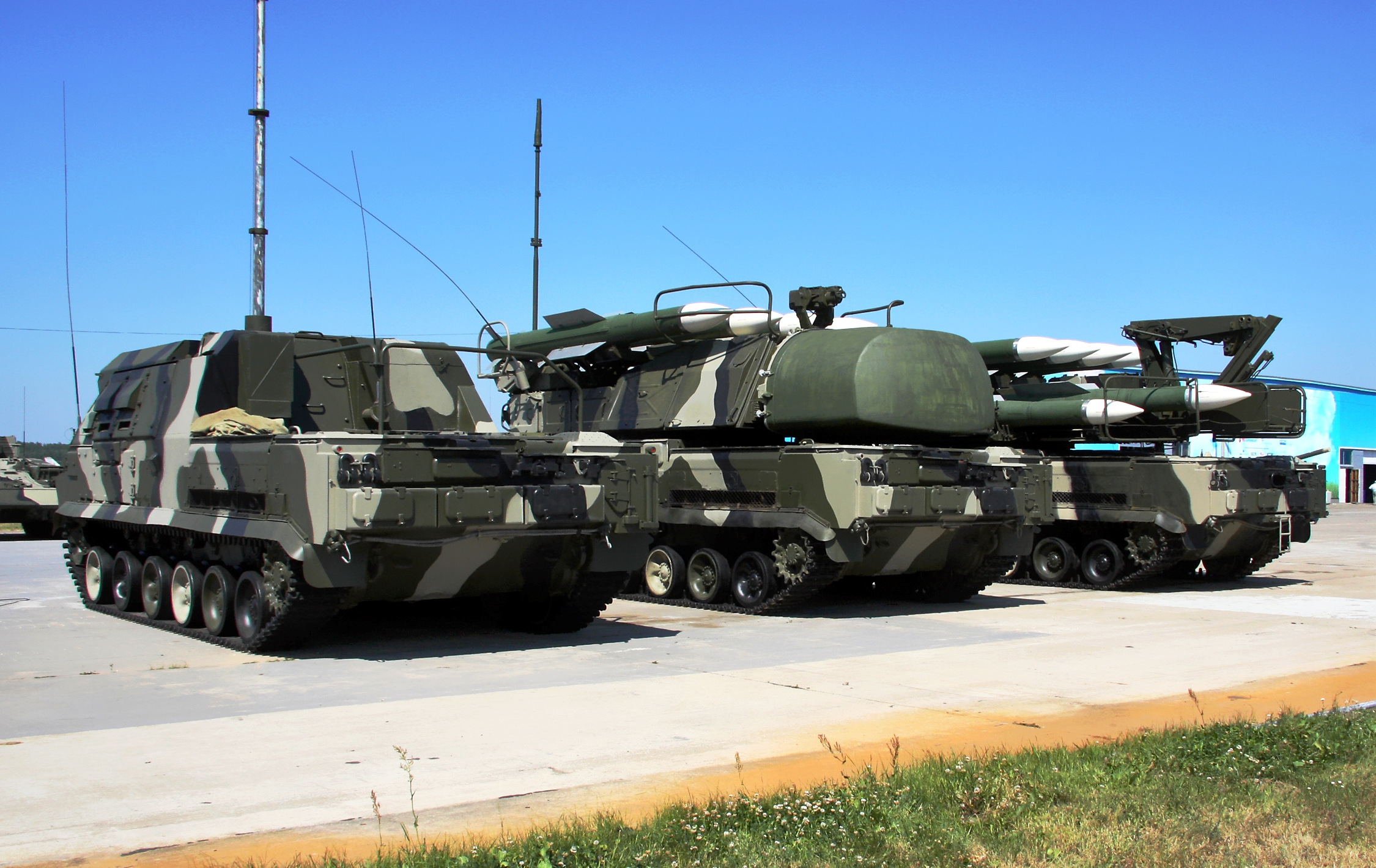
A Buk-M1-2 mobil légvédelmi rendszer egységei

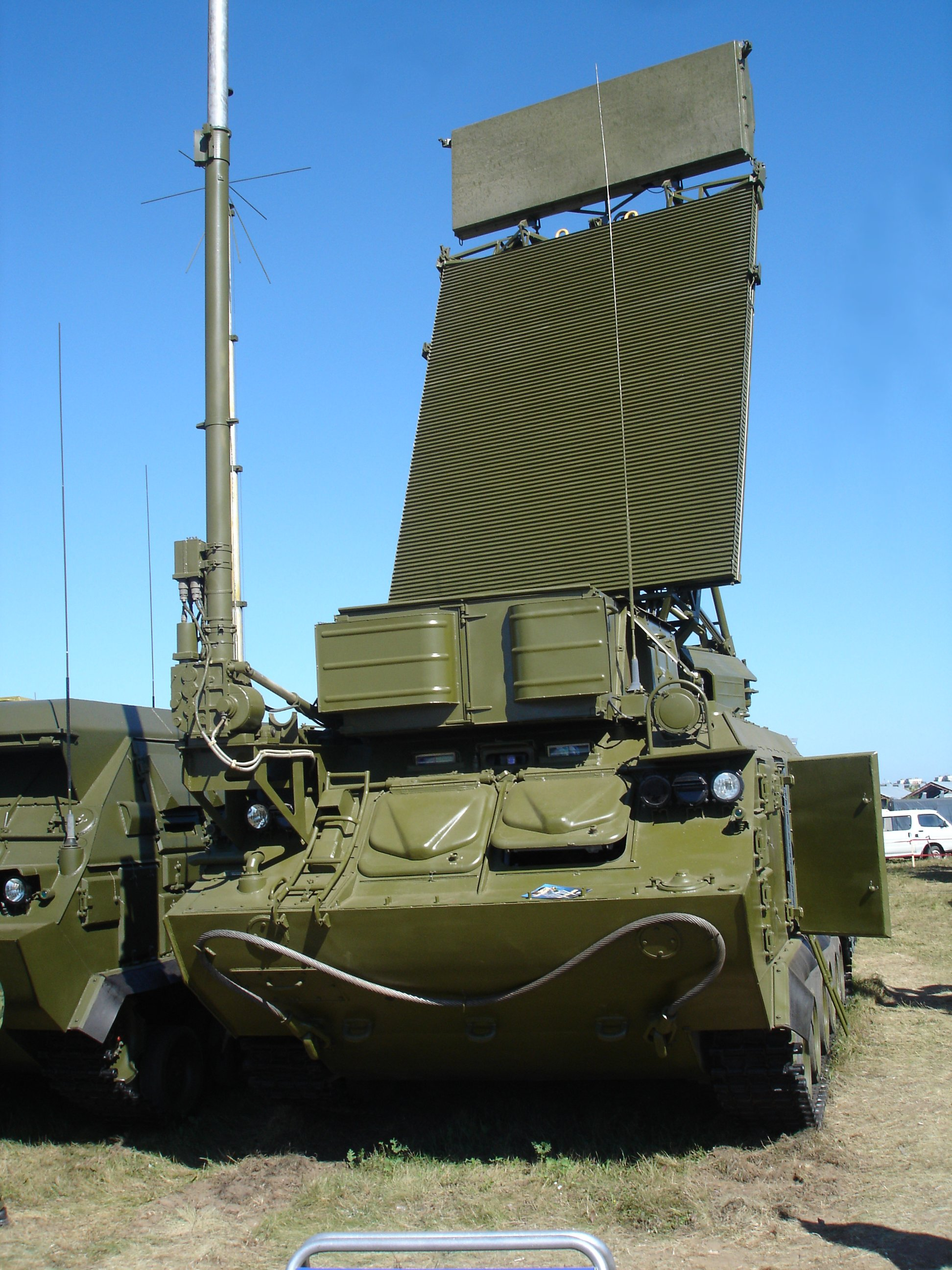
A 9SZ18M1–1 GRAU-kódú felderítő rádiólokátor bázisazonos alvázon, amely a Buk M1–2 rendszer része, a MAKSZ 2005-ön

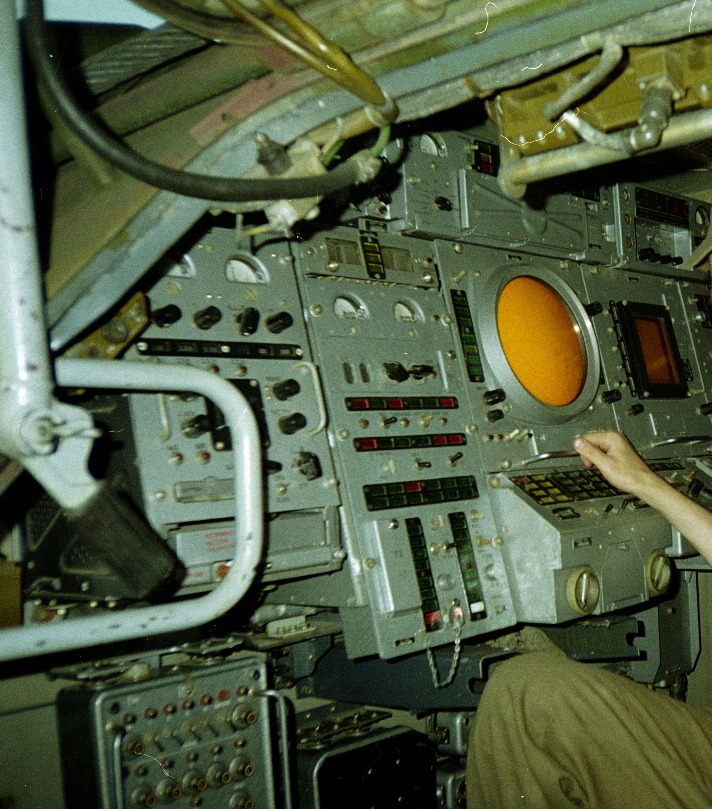
A Buk SA-11 rendszer 9A310M1 kódú radaros szállító és kilövő járműve belső részlete

A Buk légvédelmi rendszernek számos változata van, hiszen napjainkban is fejlesztik. 
A rendszer egységei:
- Célfelderítő rádiólokátor
- Szállító-indító jármű
- Szállító-indító jármű tűzvezető rádiólokátorral

| GRAU-kód (NATO-kód)                           | 9K37 Buk (SA–11) | 9K37–1 Buk–1 (SA–11) | 9K37M1 Buk–M1 (SA–11) | 9K37M1-2 Buk–M1–2 (SA–17) | 9K317E Buk–M2E (?) |
| --------------------------------------------- | ---------------- | -------------------- | --------------------- | ------------------------- | ------------------ |
| Vezérlő egység                                | 9SZ470           | N/A                  | 9SZ470M1              | 9SZ470M1–2                | 9SZ510             |
| Felderítő rádiólokátor (SURN, SOT vagy TAR)   | 9SZ18 Kupol      | 1SZ91M3              | 9SZ18M1 Kupol-M1      | 9SZ18М1-1                 | 9SZ112, 9SZ36      |
| Szállító-indító jármű tűzvezető rádiókátorral | 9А310, 9А38      | 9A38                 | 9A310M1               | 9A310M1-2                 | 9A317              |
| Szállító-indító jármű                         | 9А39             | 2P25M3               | 9A39M1                | 9A39M1, 9A39M1-2          | 9A316              |

## A Buk rakétáinak összehasonlító táblázata
| Rakéta (GRAU kódok)                | 3M9                            | 9М38                        | 9М38 9М38M1                 | 9М38 9М38M1 9М38M2/9M317                                        | 9M317                                            | 9M317ME                                        |
| Rendszer neve (GRAU és NATO kódok) | 2K12 "Kub" (SA-6)              | 9K37 "Buk" (SA-11)          | 9K37M "Buk-M1" (SA-11)      | 9K37M1-2 "Buk-M1-2" (SA-17)                                     | 9K317E "Buk-M2E" (SA-17)                         | 3S90M/3S90E "Smerch"/"Shtil-1" (SA-N-12)       |
| ---------------------------------- | ------------------------------ | --------------------------- | --------------------------- | --------------------------------------------------------------- | ------------------------------------------------ | ---------------------------------------------- |
| Elkészülés éve                     | 1966                           | 1980                        | 1984                        | 1998                                                            | (1988)2007                                       | 2004                                           |
| Rakéták száma egy járművön         | 3                              | 4                           | 4                           | 4                                                               | 4                                                | 12/24/36                                       |
| Össztömeg                          | 599 kg (1321 lb)               | 690 kg (1521 lb)            | 690 kg (1521 lb)            | 9М38M1: – 690 kg (1521 lb); 9M317: – 710–720 kg (1565–1587 lb)  | 710–720 kg (1565–1587 lb)                        | 581 kg                                         |
| Ferde hatótávolság                 | 3–24 km (2–15 mérföld)         | 4–30 km (3–19 mérföld)      | 3–35 km (2–22 mérföld)      | 9М38M1: – 3–42 km (2–26 mérföld); 9M317: 3–50 km (2–31 mérföld) | 3–50(M2), 45(M2E) km (2–31(29) mérföld)          | 2.5–32 km (Hajóromboló rakéták ellen 12 km-ig) |
| Hatómagasság                       | 800–11000 m (2,600–36,000 láb) | 30–14000 m (100-46,000 láb) | 30–22000 m (100-72,000 láb) | 30–25000 m (100-82,000 láb)                                     | 15 (M2E) ill. 10 (M2) m – 25000 m (- 82,000 láb) | 15–15000 m                                     |
| Rakéta sebesség [Mach]             | 2.8                            | 3                           | 3                           | 3                                                               | 4                                                | 4.5                                            |
| Cél max. sebessége [Mach]          | 2                              | 2.5                         | 4                           | 4                                                               | 4                                                | ?                                              |
| Fordulékonyság (G)                 | ?                              | ?                           | 20                          | 24                                                              | ?                                                | ?                                              |
| Egyidejű célkövetés                | 1–2 ("Kub"M4/"Buk-1" )         | 18                          | 18                          | 22 6/12 (1997-től)                                              | 24                                               | 4                                              |